# Вайдлер, Фолькер
Фо́лькер Ва́йдлер (нем. Volker Weidler, 18 марта 1962, Гейдельберг) — немецкий автогонщик, участник чемпионата мира по автогонкам в классе Формула-1. Победитель гонки «24 часа Ле-Мана» 1991 года.

## Биография
В 1985 году выиграл чемпионат Германии по автогонкам Формулы-3, после чего участвовал в чемпионате Формулы-3000. В 1989 году не смог пробиться на старт гонок Формулы-1 за рулём автомобиля Rial ARC2, в десяти попытках не прошёл квалификацию. Позже перешёл в японский чемпионат Формулы-3000, в 1991 году выиграл гонку «24 часа Ле-Мана» на автомобиле «Мазда-787B». После сезона 1992 завершил карьеру в автоспорте из-за проблем с ухом.

## Результаты в Формуле-1
| Легенда к таблице |                                                                    |
| --- | ------------------------------------------------------------------ |
| В таблице перечислены результаты всех Гран-при Формулы-1, в которых принимал участие гонщик. Строками таблицы являются сезоны, столбцами — этапы чемпионата мира. В каждой клетке указаны сокращённое название этапа и результат, дополнительно обозначенный цветом. Расшифровка обозначений и цветов представлена в нижеследующей таблице. |                                                                    |
| \| Пример \| Описание \| \| ------------ \| ------------------------------------------------------------------ \| \| 1 \| Победитель \| \| 2 \| Второе место \| \| 3 \| Третье место \| \| 5 \| Финишировал, заработав очки \| \| Сход \| Не финишировал, но при этом заработал очки \| \| 12 \| Финишировал, не получив очков \| \| НКЛ \| Финишировал, но не попал в финальную классификацию \| \| 15 \| Участвовал вне зачёта, либо по отдельной классификации \| \| 18 \| Не финишировал, но попал в финальную классификацию \| \| Сход \| Не финишировал \| \| НКВ \| Не прошёл квалификацию \| \| НПКВ \| Не прошёл предквалификацию \| \| ДСК \| Дисквалифицирован \| \| ИСК \| Исключён из протокола соревнований \| \| ТТ \| Заявлен для участия только в тренировках \| \| НС \| Участвовал в квалификации, но не стартовал в гонке \| \| Т \| Травмирован или болен \| \| ОТК \| Отказ от участия \| \| НТР \| Прибыл на соревнования, но на трассу не выезжал \| \| НПР \| Был заявлен в числе участников, но не прибыл к началу соревнований \| \| О \| Соревнования отменены \| \| \| Не участвовал \| \| Поул-позиция \| \| \| Быстрый круг \| \| |                                                                    |
| Пример | Описание                                                           |
| 1 | Победитель                                                         |
| 2 | Второе место                                                       |
| 3 | Третье место                                                       |
| 5 | Финишировал, заработав очки                                        |
| Сход | Не финишировал, но при этом заработал очки                         |
| 12 | Финишировал, не получив очков                                      |
| НКЛ | Финишировал, но не попал в финальную классификацию                 |
| 15 | Участвовал вне зачёта, либо по отдельной классификации             |
| 18 | Не финишировал, но попал в финальную классификацию                 |
| Сход | Не финишировал                                                     |
| НКВ | Не прошёл квалификацию                                             |
| НПКВ | Не прошёл предквалификацию                                         |
| ДСК | Дисквалифицирован                                                  |
| ИСК | Исключён из протокола соревнований                                 |
| ТТ | Заявлен для участия только в тренировках                           |
| НС | Участвовал в квалификации, но не стартовал в гонке                 |
| Т | Травмирован или болен                                              |
| ОТК | Отказ от участия                                                   |
| НТР | Прибыл на соревнования, но на трассу не выезжал                    |
| НПР | Был заявлен в числе участников, но не прибыл к началу соревнований |
| О | Соревнования отменены                                              |
| | Не участвовал                                                      |
| Поул-позиция |                                                                    |
| Быстрый круг |                                                                    |

| Сезон | Команда     | Шасси     | Двигатель | Ш | 1        | 2        | 3        | 4        | 5        | 6        | 7        | 8        | 9       | 10      | 11  | 12  | 13  | 14  | 15  | 16  | Место | Очки |
| ----- | ----------- | --------- | --------- | - | -------- | -------- | -------- | -------- | -------- | -------- | -------- | -------- | ------- | ------- | --- | --- | --- | --- | --- | --- | ----- | ---- |
| 1989  | Rial Racing | Rial ARC2 | Cosworth  | G | БРА НПКВ | САН НПКВ | МОН НПКВ | МЕК НПКВ | США НПКВ | КАН НПКВ | ФРА НПКВ | ВЕЛ НПКВ | ГЕР ИСК | ВЕН НКВ | БЕЛ | ИТА | ПОР | ИСП | ЯПО | АВС | —     | 0    |